# North Chicago
North Chicago é uma cidade localizada no estado americano de Illinois, no Condado de Lake.

## Demografia
Segundo o censo americano de 2000, a sua população era de 35.918 habitantes.
Em 2006, foi estimada uma população de 34.068, um decréscimo de 1850 (-5.2%).

## Geografia
De acordo com o United States Census Bureau tem uma área de
20,3 km², dos quais 20,3 km² cobertos por terra e 0,0 km² cobertos por água.

## Localidades na vizinhança
O diagrama seguinte representa as localidades num raio de 12 km ao redor de North Chicago.